# Amtsgericht Grabow

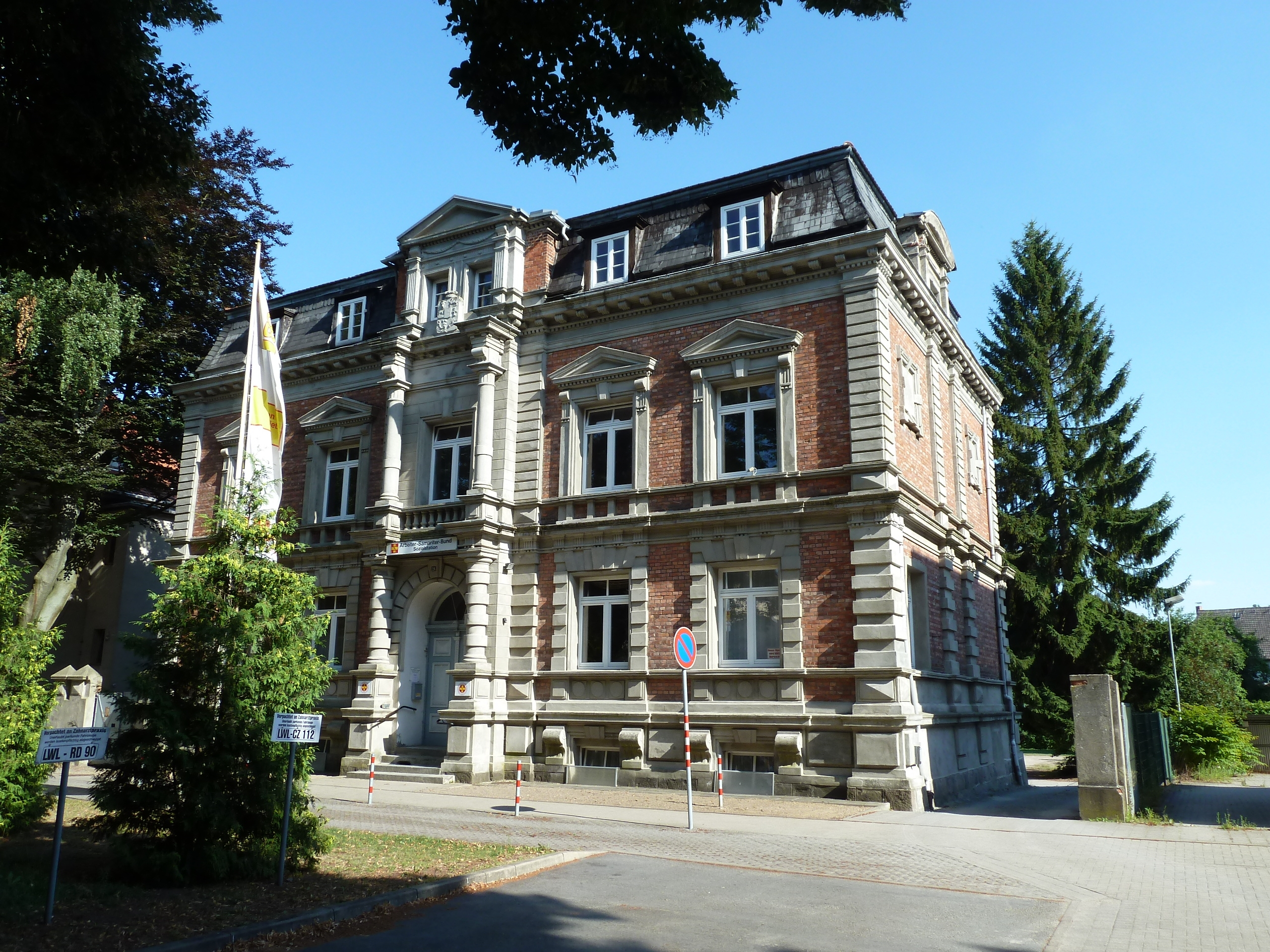
Ehem. Amtsgerichtsgebäude (2013)

Das Amtsgericht Grabow war ein Gericht der ordentlichen Gerichtsbarkeit in Mecklenburg-Schwerin im Bezirk des Landgerichts Schwerin mit Sitz in Grabow (Elde).

## Geschichte
In Grabow befanden sich vor 1879 ein Großherzogliches Amtsgericht Grabow und Eldena, ein Großherzogliches Stadtgericht, das Magistratsgericht und Patrimonialgerichte als Eingangsgerichte.
Im Rahmen der Reichsjustizgesetze wurden die bestehenden Gerichte des Großherzogtums Mecklenburg-Schwerin aufgelöst und Amts-, Landes- und Oberlandesgerichte gebildet. Das Amtsgericht Grabow war dem Landgericht Schwerin und dem Oberlandesgericht Rostock nachgeordnet. Am Gericht bestand 1880 eine Richterstelle, und es war für 13.914 Gerichtseingesessene zuständig. Das Amtsgericht war damit ein kleines Amtsgericht im Landgerichtsbezirk.
Sein Gerichtsbezirk umfasste die Stadt Grabow mit Fresenbrügge, Karstädt und Neu Karstädt, aus dem Dominialamt Grabow Bauernsuhl, Hof Beckentin, Boeck, Bresegard, Brunow mit Löcknitz, Dadow, Dambeck (Hof und Dorf), Drehfahl mit Neu Drehfahl, Eldena mit Altona, Gorlosen mit Neuhof, Güritz mit Bellevue und Eulenkrug, Horst, Klütz, Kolbow, Kremmin (zu Beckentin, Büdnerei), Krohn, Malk (Hof und Dorf), Pampin, Platschow, Prislich mit Kaltehof, Semmerin mit Rastorf, Strassen, Stuck, Wanzlitz (Anteil), Ziegendorf, Zierzow (Hof und Dorf), aus dem Dominialamt Neustadt Wuchow, aus dem ritterschaftlichen Amt Grabow Balow, Möllenbeck mit Menzendorf, Reese mit Marienhof, Repzin, Werle mit Buchhorst, Hühnerland und Wanzlitz (Anteil).
Kriegsbedingt wurde das Amtsgericht 1945 aufgehoben.

## Gerichtsgebäude
Das Amtsgerichtsgebäude (Kießerdamm 21) steht unter Denkmalschutz. Der zweigeschossige Bau mit Mansarddach wurde ab 1879 als Sitz des Amtsgerichts Grabow genutzt. Zu DDR-Zeiten diente es als Landambulatorium; heute wird es teilweise vom Arbeiter-Samariter-Bund genutzt.